# Parechthrodryinus albiclavatus
Parechthrodryinus albiclavatus är en stekelart som först beskrevs av Shafee, Alam och Agarwal 1975.  Parechthrodryinus albiclavatus ingår i släktet Parechthrodryinus och familjen sköldlussteklar. Inga underarter finns listade i Catalogue of Life.